# McDonnell F-110

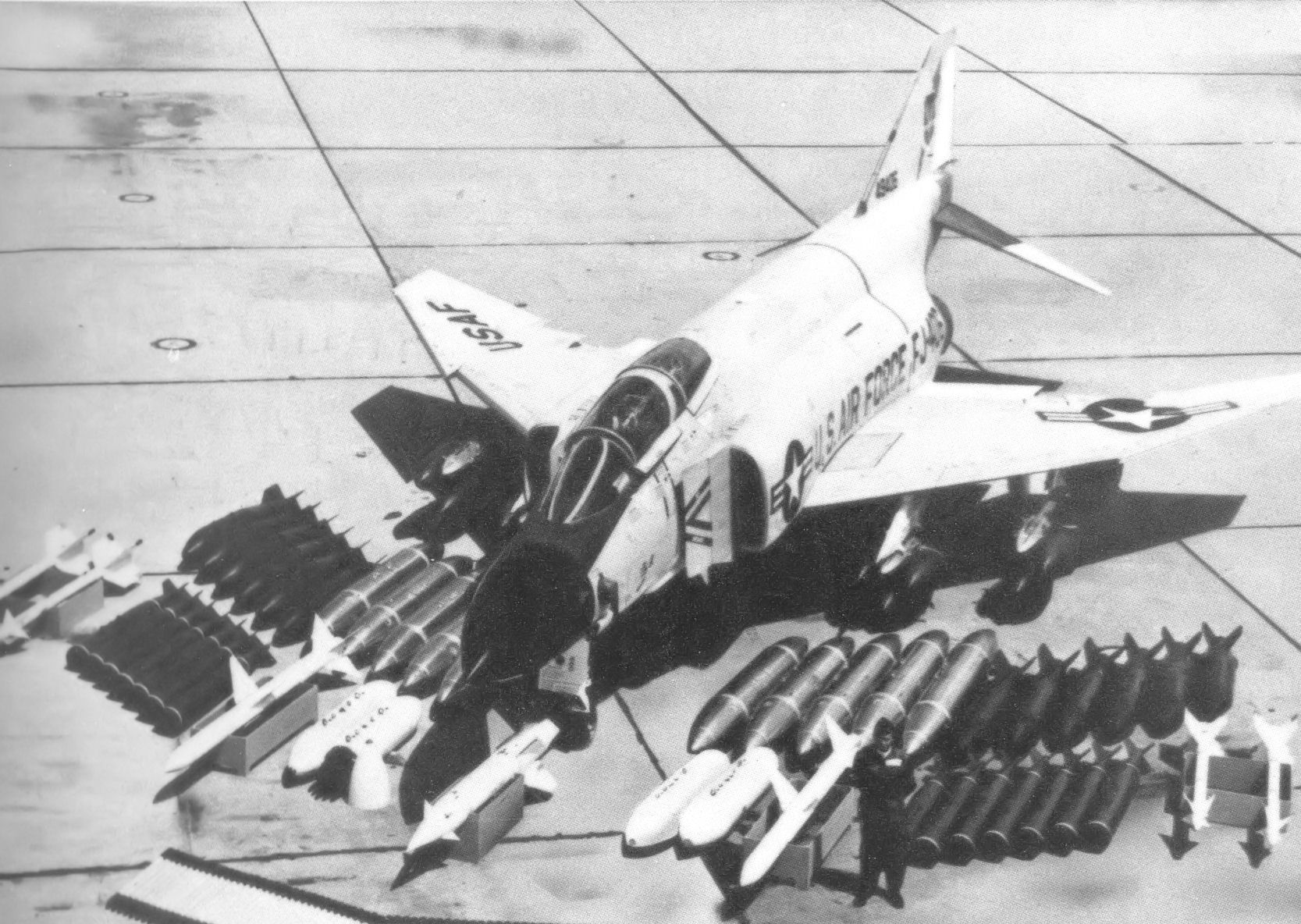
McDonnell F-110A Spectre 12th Tactical Fighter Wing 1964

Die Bezeichnung McDonnell Douglas F-110A trug Anfang der 1960er-Jahre die Version des US-amerikanischen Kampfflugzeugs McDonnell F4H-1 Phantom II, die für die US Air Force bestimmt war. Da die Lieferung dieser Maschinen auf sich warten ließ, lieh die USAF sich eine Anzahl Maschinen von der Navy. Die originalen F-110A-Maschinen flogen nach ihrer Lieferung jedoch nicht unter dieser Bezeichnung, da am 18. September 1962 eine Neuordnung der verwirrenden amerikanischen Flugzeugbezeichnungen in Kraft trat. Nach der Vereinheitlichung erhielten die USAF-Maschinen die Bezeichnung F-4C Phantom II.